# Вонка
«Вонка» (англ. Wonka) — музичний фентезійний фільм, знятий Полом Кінгом за сценарієм Саймона Фарнабі та Пола Кінга, у якому головну роль зіграв актор Тімоті Шаламе; приквел до фільму «Чарлі і шоколадна фабрика» 2005 року. Прем'єра фільму «Вонка» відбулася 28 листопада 2023 року в Лондоні. Вихід у прокат втілено 8 грудня 2023 року у Великій Британії та 15 грудня 2023 року у США, в Україні — з 14 грудня.

## Сюжет
Сюжет зосереджується на незвичній кар'єрі юного Віллі Вонка та його пригодах до відкриття найвідомішої у світі шоколадної фабрики.

## В ролях
| Актор               | Роль                     |
| ------------------- | ------------------------ |
| Тімоті Шаламе       | Віллі Вонка              |
| Кала Лейн           | Нудля                    |
| Олівія Колман       | місіс Пралкінс           |
| Томас Девіс         | Вичистер                 |
| Г'ю Ґрант           | Умпа Лумпа               |
| Кіген-Майкл Кі      | начальник поліції        |
| Патерсон Джозеф     | Артур Слизворт           |
| Метью Бейнтон       | Фелікс Фікельґрубер      |
| Метт Лукас          | Джеральд Тицьніс         |
| Ровен Аткінсон      | отець Джуліус, священник |
| Джим Картер         | Абакус Хрускіт           |
| Наташа Ротвелл      | Порихтуя Трубінз         |
| Рахі Тхакрар        | Лотті Дзвін              |
| Річ Фулчер          | Ларрі Хихофорс           |
| Кобна Холдбрук-Сміт | Чемнобі, офіцер поліції  |
| Саллі Гокінз        | покійна мати Віллі Вонки |
| Колін О'Брайен      | маленький Віллі          |
| Саймон Фарнабі      | Безіл                    |
| Еллі Вайт           | Ґвенні                   |

## Український Дубляж
- Студія: Постмодерн
- Режисерка дубляжу: Катерина Брайковська
- Перекладачка: Анна Пащенко
- Координатор проекту: Юлія Кузьменко
- Музичний Редактор: Тетяна Піроженко

Ролі дублювали:
- Віллі Вонка - В'ячеслав Хостікоєв
- Віллі Вонка (вокал) - Роман Болдузєв
- Нудля - Єсенія Селезньова
- Нудля (вокал) - Єсенія Селезньова
- Місіс Пралкінс - Ольга Радчук
- Слизворт - Роман Чорний
- Слизворт (вокал) - Роман Чорний
- Умпа Лумпа - Олег Лепенець
- Умпа Лумпа (вокал) - Сергій Юрченко
- Хрускіт - Олександр Ігнатуша
- Хрускіт (вокал) - Олександр Ігнатуша
- Шеф Поліції - Петро Сова
- Шеф поліції (вокал) - Петро Сова
- Вичистер - Сергій Кияшко
- Тицьніс - Олександр Погребняк
- Тицьніс (вокал) - Олександр Погребняк
- Фікельґрубер - Іван Розін
- Фікельґрубер (вокал) - Іван Розін
- Священник - Дмитро Завадський
- Трубінз - Катерина Качан
- Трубінз (вокал) - Катерина Качан
- Лотті - Марина Локтіонова
- Лотті (вокал) - Маргарита Мелешко
- Ларрі - Олександр Ярема
- Ларрі (вокал) - Олександр Ярема
- Безіл - Володимир Терещук
- Чемнобі - Юрій Сосков
- Мама Віллі - Олена Узлюк
- Малий Віллі - Ілля Локтіонов
- Ґвенні - Інна Бєлікова
- Міс Бон Бон - Катерина Брайковська
- Хори - Маргарита Мелешко, Валентина Лонська, Володимир Трач, Євген Анишко, Сергій Юрченко,

А також: Євген Пашин, Вікторія Тишкевич, Аліна Проценко, Володимир Гурін, Роман Солошенко, Вікторія Бакун, В'ячеслав Дудко, Дмитро Павко, Марія Кокшайкіна

## Виробництво

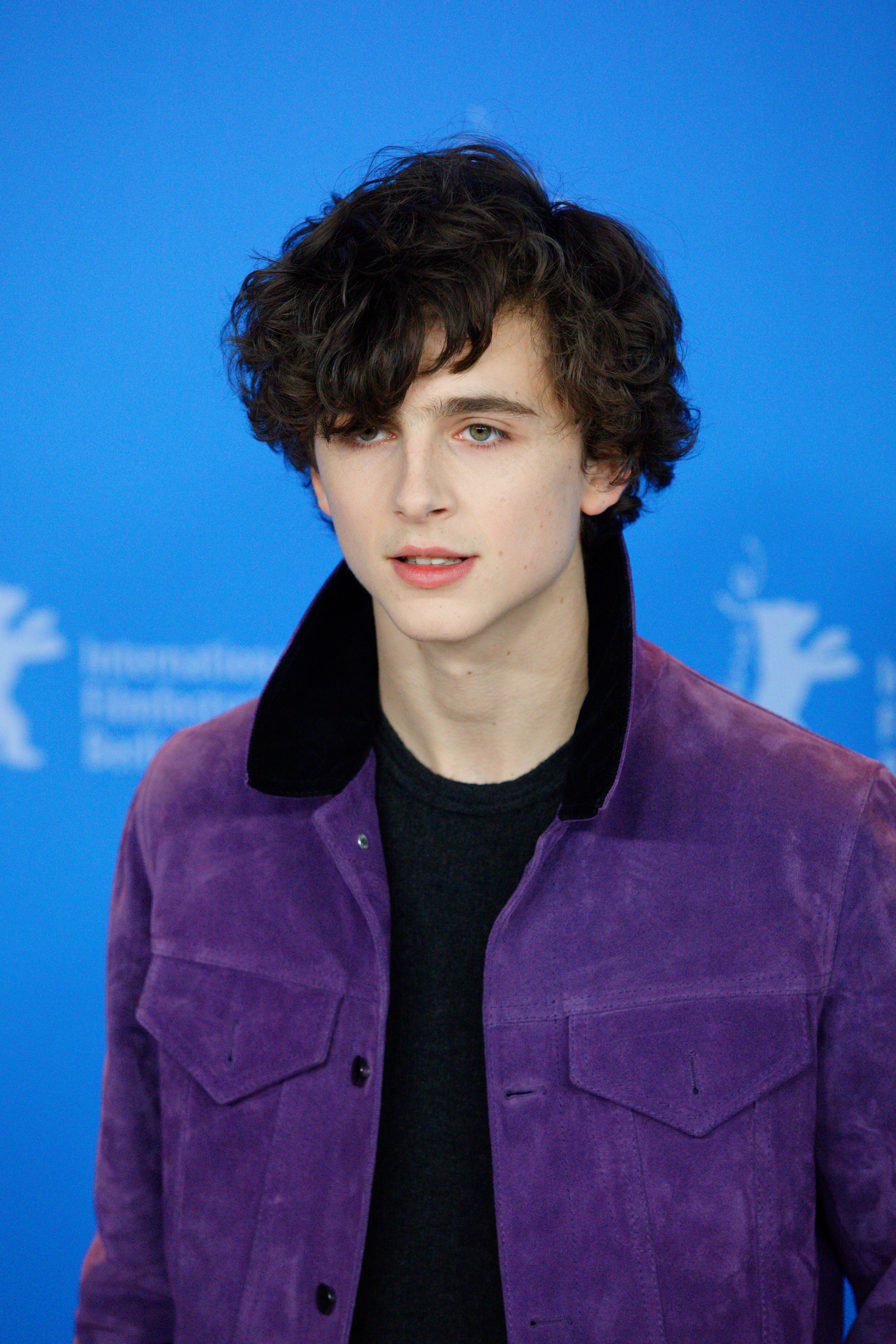
Тімоті Шаламе грає Віллі Вонку

У жовтні 2016 року Warner Bros. Pictures придбала права на персонажа Віллі Вонки від Роальда Даля. Фільм у розробці від продюсерів Девіда Хеймана та Майкла Сігела. У лютому 2018 року було оголошено, що Пол Кінг веде переговори про режисерство. Того ж року було повідомлено, що в шорт-лист студії на головну роль Віллі Вонки увійшли Дональд Гловер, Райан Гослінг та Езра Міллер і було заявлено, що фільм фактично стане приквелом роману 1964 року. «Чарлі і шоколадна фабрика».
У січні 2021 року було підтверджено, що Кінг зніме фільм під назвою «Вонка». У травні Тімоті Шаламе отримав головну роль, і було оголошено, що фільм включатиме кілька музичних сцен. Також повідомили, що у фільмі буде використано сценарій, написаний у співавторстві з його колегою по «Пригоди Паддінгтона 2» Саймоном Фарнабі. На роль Вонки розглядали також Тома Голланда.  У вересні 2021 року було оголошено доповнення акторського складу: Кіген-Майкл Кі, Саллі Гокінз, Ровен Аткінсон, Олівія Колман та Джим Картер.
Основні зйомки розпочалися у Великій Британії у вересні 2021 року. Шеймус МакГарві став оператором, Натан Кроулі — художником-постановником, Марком Еверсоном — монтажером, Лінді Геммінг — художником по костюмах.  Зйомки проходили в Лайм-Регісі та Баті, а також на Warner Bros. Studios у Вотфорді. Також проходили в танцювальній залі Rivoli у Броклі, Лондон. У грудні МакГарві пішов з посади оператора, а на його місце прийшов Чон Чон Хун. В грудні та лютому були зняті деякі сцени в Оксфорді.

## Музика
Ніл Хеннон, соліст гурту The Divine Comedy, буде писати оригінальні пісні для фільму.

## Маркетинг
Маркетингова кампанія Warner Bros. Pictures для фільму почалася 10 жовтня 2021 року, коли Шаламе поділився фотографією в костюмі Віллі Вонки. Зображення було опубліковано в Instagram Шаламе з підписом «Напруження жахливе, я сподіваюся, що воно триватиме».
26 квітня 2022 року під час презентації Warner Bros. Pictures на CinemaCon було оприлюднено кадри Шаламе в ролі Віллі Вонки. Наступного року на з'їзді Warner Bros. показали тизер-трейлер фільму, в якому також вперше з'явився Ґрант у ролі Умпа-Лумпа. 11 липня вийшов трейлер.

## Прем'єра
Фільм планували до випуску компанією Warner Bros. 17 березня 2023 року, проте дата була перенесена на 15 грудня 2023 року.

## Прийом

### Касові збори
На 10 березня 2024 року фільм «Вонка» заробив $217,8 млн в США та Канаді, та $407,9 млн в інших країнах, загалом у світі — $625,7 млн.
Першого дня фільм заробив $14,4 млн, включаючи $3,5 млн з четвергових попередніх переглядів.
Фільм вийшов на екрани на тиждень раніше в деяких зарубіжних ринках, де заробив $43,2 млн з 37 країн. Найбільші суми були отримані в Великій Британії ($11,1 млн), Мексиці ($5,2 млн), Іспанії ($4,4 млн), Німеччині ($3,6 млн), Китаї ($3,3 млн), Японії ($3,1 млн) та Бразилії ($2 млн).

### Критики
На Rotten Tomatoes 84 % з 233 відгуків критиків є позитивними, з середньою оцінкою 7,3/10. Консенсус вебсайту звучить так: «З режисером Полом Кінгом та деякими чудовими новими піснями, теплий старомодний Вонка додає відповідний солодкий настрій класичному персонажу, залишаючи при цьому місце для темних підтекстів джерела матеріалу». Metacritic, який використовує зважену середню оцінку, присвоїв фільму оцінку 65 з 100 на основі 55 критиків, що вказує на «взагалі позитивні» відгуки. Аудиторія опитана на CinemaScore поставила фільму середню оцінку «A–» за шкалою від A+ до F.

### Нагороди
| Нагорода                        | Категорія                                              | Одержувач(и)                                                                    | Результат    | Примітка      |
| ------------------------------- | ------------------------------------------------------ | ------------------------------------------------------------------------------- | ------------ | ------------- |
| Кінопремія «Вибір критиків»     | Найкращий молодий актор/актриса                        | Кала Лейн                                                                       | В очікуванні | [ 35 ]        |
| Кінопремія «Вибір критиків»     | Найкращий дизайн костюмів                              | Лінді Геммінг                                                                   | В очікуванні | [ 35 ]        |
| Золотий глобус                  | Найкращий актор — мюзикл або комедія                   | Тімоті Шаламе                                                                   | Номінація    | [ 36 ] [ 37 ] |
| Hollywood Music in Media Awards | Оригінальна пісня — науково-фантастичний/фентезі фільм | Ніл Геннон, Саймон Фарнабі та Пол Кінґ («A World of Your Own»)                  | Номінація    | [ 38 ] [ 39 ] |
| Hollywood Music in Media Awards | Оригінальна пісня — науково-фантастичний/фентезі фільм | Ніл Геннон, Саймон Фарнабі та Пол Кінґ («You've Never Had Chocolate Like This») | Номінація    | [ 38 ] [ 39 ] |
| Hollywood Music in Media Awards | Найкраща пісня — екранне виконання (фільм)             | Тімоті Шаламе («A World of Your Own»)                                           | Номінація    | [ 38 ] [ 39 ] |
| Hollywood Music in Media Awards | Музичний тематичний фільм, байопік або мюзикл          | «Вонка»                                                                         | Номінація    | [ 38 ] [ 39 ] |

## Рецензії
- Чи зумів Шаламе зрівнятися з Вайлдером та Деппом: огляд фільму «Вонка»// УНІАН, автор — Марина Григоренко, Процитовано 6 грудня 2023 року
- Вонка. Рецензія на мюзикл-казку про боротьбу Тімоті Шаламе із капіталістами// НВ, 17 грудня 2023 року